# Jean Michaël Durhône
Jean Michaël Durhône (ur. 5 czerwca 1973 w Vacoas-Phoenix) – maurytyjski duchowny katolicki, biskup Port Louis od 2023.

## Życiorys
7 sierpnia 2005 otrzymał święcenia kapłańskie i został inkardynowany do diecezji Port Louis. Pracował głównie jako duszpasterz parafialny, był także m.in. dyrektorem wydziału kurialnego ds. katechezy, diecezjalnym duszpasterzem młodzieży oraz sekretarzem generalnym Konferencji Biskupów Oceanu Indyjskiego.
19 maja 2023 papież Franciszek mianował go biskupem diecezji Port Louis. Sakry udzielił mu 20 sierpnia 2023 kardynał Maurice Piat.